# هیروشی نینومیا (زاده ۱۹۶۹)
هیروشی نینومیا (ژاپنی: 二宮 浩؛ زادهٔ ۱۱ آوریل ۱۹۶۹) یک بازیکن فوتبال اهل ژاپن است.
از باشگاه‌هایی که در آن بازی کرده‌است می‌توان به باشگاه فوتبال اوراوا رد دیاموندز اشاره کرد.